# Davids Son
Davids Son, beteckning på Jesus från Nasaret, som genom sin härkomst är av kung Davids släkt och som föddes i Davids stad, Betlehem (Luk. 2:4,11).
Evangelierna förklarar att Jesus genom sitt släktband till David är Israels rättmätige kung. Dock förklaras härstamningen på olika sätt (olika stamtavlor) i olika evangelier.
I 2 Sam. 7:12 får David följande löfte från Gud: "Jag skall låta en ättling till dig, en som du själv har avlat, efterträda dig, och jag skall trygga hans kungavälde".